# 2020年危地马拉示威
2020年危地马拉示威是指2020年11月21日起，抗议示威游行自危地马拉城爆发。超过七千名示威者在首都聚集，部分愤怒的示威人士点燃了议会大楼。

## 背景
危地马拉是全美洲新冠疫情最为严重的国家之一，约半数的受测试人员反馈为阳性。颶風伊塔、凯哈村滑坡泥石流和颶風艾奧塔造成巨大伤亡后，公民对政府的灾害应对极其不满。当国会通过一提高总统工资、减少公共支出的预算后累积的愤怒终于爆发。
副总统建议总统和自己一同辞职，但自己不会单独辞职。11月24日，瓜地馬拉議會暫緩預算案。